# HEART STATION
『HEART STATION』（ハート・ステーション）は、2008年3月19日に発売された宇多田ヒカルの5thアルバム。前作『ULTRA BLUE』より約1年9か月ぶりのアルバムとなっており、その間にリリースされたシングル「ぼくはくま」「Flavor Of Life」「Beautiful World/Kiss & Cry」「HEART STATION/Stay Gold」をはじめとした全13曲が収録された。楽曲は、ほぼ全曲宇多田本人によって作詞・作曲・編曲・プログラミングされている。
収録曲は、打ち込みによるエレクトロ風のアレンジからダンス、バラードまで幅広い音楽性となっているが、全体的に音数が少なく、静かで優しいトーンでまとめられている。宇多田は「ポップで、あまり凝ってなく、楽に聴ける感じ」のものをつくるべく、「やわらかくてシンプルな曲作り」を意識したという。
アルバムは、発売1週目で48.0万枚を売り上げてオリコン週間アルバムチャートで1位を獲得。その後もロングセールスを記録し、発売から2か月も待たずにミリオンセールスに到達した。また、オリコンの2008年度年間アルバムランキングで、女性アーティストのオリジナルアルバムとしてはトップとなる5位を記録したほか、iTunes Japanが発表した「年間トップアルバムチャート」では年間首位を獲得した。

## 背景
宇多田ヒカルは、2006年に4thアルバム『ULTRA BLUE』を発売し、また自身2度目の全国ツアー『UTADA UNITED 2006』を開催。ツアー終了後の11月には早速新曲「ぼくはくま」をリリースしていた。2007年に入ると、ドラマ『花より男子2（リターンズ）』イメージソングを収録した18thシングル「Flavor Of Life」を発売。オリコンチャートで3週連続1位を記録したほか、音楽配信では当時の邦楽新記録を樹立し、9月までには当時のデジタル・シングル世界一のセールスになるなど、大ヒットを記録した。なお、この間宇多田は紀里谷和明との離婚を公表している。8月には新たなシングル「Beautiful World/Kiss & Cry」を発売。10月になると、宇多田は自身のウェブサイトを更新し、日本語のアルバムと英語のアルバムを同時に制作していることを明かした。2008年1月15日、自身5枚目となるニューアルバムを同年3月にリリースすることを発表、同月28日にはアルバムタイトルも発表された。2月20日、20thシングルとなる「HEART STATION/Stay Gold」のリリースと同時にニューアルバムの収録内容が明かされた。アルバム発売に先駆け3月3日より、アルバムのリード曲となる「Fight The Blues」の全国のラジオ放送およびUSENでのオンエアがスタートした。
宇多田は、離婚や引っ越しなどの環境変化が刺激的でいいエネルギーになったと語っており、2007年は今までで一番安定した年だったという。交友関係も満たされていたといい、いい具合に力も抜けて非常に「モノが作り易かった」とも語っている。公式サイトのメッセージの更新頻度が高かったのもそれが理由だという。また、宇多田は2006年に「くまちゃん」（テディ・ベア）をプレゼントされて以来、それを溺愛しており、メッセージへの書き込みの際にその「くまちゃん」のセリフや言い回しを非常に考え込んだことが、脳の活性化につながったと述べている。また宇多田は、前作『ULTRA BLUE』の制作後に、「今まで以上に繕っていないこと」や、「自分のことを初めて見せた自分」に気付いていたという。そして今回の制作では、意識的に「今の素のままの自分が作品で届けられること」「作品から『私』を感じてもらえること」を目指した。その制作に際して「ポップで、あまり凝ってなく、楽に聴ける感じ」のものをつくるべく、「やわらかくてシンプルな曲作り」を意識したとのこと。その中で、童謡「ぼくはくま」を制作したことが大きなきっかけとなっており、「非常に自由になった気がした」とインタビューで語っている。また、その後の「Flavor Of Life」や「Prisoner Of Love」の制作でも、「素直な曲作り」を心がけたという。宇多田は、今作について「潔いアルバム」だと言い、またそのタイトル『HEART STATION』について、「これまで余分にあった繕っていたものがすごく少なくて、心の底から一直線という感じでポン！と出したものが多いから、そういう覚悟も含めてこのタイトルで伝わればいいかな、と思って名付けた」と語っている。アルバムジャケットはMITSUOが撮影しており、宇多田はこのジャケット写真について自身のブログで、「気持ち的には、悩める少年っぽく」だと綴った。

## 制作と録音
宇多田は、2006年のツアーが終了したら2年ほど休むつもりだったと後に明かしている。ツアー終了後は「絞り切られた雑巾」のように疲弊していたといい、その後1か月ほどは何もせずにボケッとした時間が続いたという。11月にシングルとして発売していた「ぼくはくま」は、前作『ULTRA BLUE』制作中、「BLUE」や「海路」でハードな歌入れを行っていたころに、「癒し」を求めて生まれた楽曲だった。そんな中、ドラマタイアップの話が入り、宇多田は特に迷うことなくそれを受けるが、いざ機材を広げ制作を始めてみると以前までの自身の曲作りを忘れていることに気づいたという。そうした中で、すんなりと生まれたのが「Flavor Of Life」だった。宇多田は当初、アップテンポで作っていたが（オリジナル・バージョン）、ドラマ側の要望で、バラード・バージョンも制作することとなった。同バージョンでは宇多田は、ストリングスのラインを少し考えただけで後はアレンジャーに任せていた。また、同曲のレコーディングで宇多田は、ピアノ、ギター、ストリングスの演奏と一緒に歌を録る「スタジオ同時録音」を初体験している。宇多田は、これについてインタビューで、「自分で全部アレンジをしちゃうと、特に（私の場合は）プログラミングのものだから、自分が入れたとおりのものとか、自分が全部コントロールが効くっていう意味で、最後まで全部自分に責任があって、ガチガチに作らなきゃいけないけど、ミュージシャンが生でそれぞれのパートをやってると、なんかアレンジじゃないというか……、ミュージシャンそれぞれが何かを出して、それを持ち寄るわけで。何が出てくるかわからないってとこで、アレンジとは違うものになるのね。自分のコントロールを超えてるってところで。」と語っている。シングル曲がある程度リリースされたところで、アルバム制作に本腰を入れ始めた最初のほうに制作したのが、「Fight The Blues」だった。時期的にはシングル「Beautiful World/Kiss & Cry」（2007年8月29日リリース）の直後で、宇多田は、そこで素直なものが書けたことによってその後の曲も「すらすらと書くことができた」と語っている。最後から2番目に作られた「テイク5」は、前作『ULTRA BLUE』収録の「海路」のレコーディング前に「こんな変な曲でいいのか」と思ったことから「違うもの」を模索し、制作された曲。ところがアルバムには結果的に「海路」が収録されたためボツになり、今作のアルバム制作佳境にいたって「ネタも尽きてきたし、あれやろう」ということで完成させるに至った。『ULTRA BLUE』の時点ではバックトラックしか作っておらず、インストゥルメンタル曲でも良かったというほどそのトラックが気に入っていたのだが、歌自体を乗せるのが難しく、歌詞も普通の歌詞ではない、文学的な詩のようなものにしたという。歌ってみても歌いにくく、初めは聴いてみても凄く変な曲だと思ったが、何度か聴いていくうちに慣れてきてこれはこれでいいと思えるようになったとのこと。宇多田は、アルバム制作が佳境に入るといつも「心が非常にすさんでくる」のだといい、今回も「テイク5」を作ったころから精神的に疲労や乱れがたまり、やさぐれてきていたという。そんな中、今回は「暗いまま終わるのは絶対イヤだ」「最後にイケイケなアップテンポのダンス・ナンバーを作りたい」と思い、最後に「Celebrate」を制作したという。なお、本タイトル確定前の仮タイトルは「やけくそ」で、5日で作曲から歌入れまですべての作業を終え、本人曰く曲の制作にかかった時間はおそらく過去最短だった。2008年1月には、「Prisoner Of Love」のストリングスのレコーディング風景の写真を自身の公式サイトに載せており、その1か月後、ついにアルバムが完成したことを明かしている。アルバム完成に際して、デビュー以来のプロデューサー・三宅彰は次のようにコメントした。
「みなさんお待たせしました。(僕ではないよね。)ようやくアルバムが完成しました。大変素晴らしいナニビトも満足する出来栄えになっていると思います。作詞・作曲・アレンジ・オケの打ち込み・サウンド造り、そしてボーカルとコーラス(１トラックずつ聴くとなんと50時間かかります)、すべてヒカル本人がやっていますが、ここまでひとりですべてやるアーティストは世界でもなかなかいないと思います。(腰が痛くなるまでよく頑張った。ヒカル偉い。感動した。小泉風に(古)。)普段は余り誉めないタイプのプロデューサーの僕ですが、心からアーティスト宇多田ヒカルに敬意と称賛を送りたいと思います。」
なお、本作の制作は、宇多田の2枚目の英語詞アルバムの制作と並行して行われていた。収録曲の「Prisoner Of Love」は、元々は英語詞アルバム収録用のものとして作られていたが、本人が「やっぱり日本語でやりたいと思った」ことから、日本語詞がつけられ、本作収録にいたっている。英語詞をつける際はキレのある歌詞を選んでいたが、日本語にするときには、のっぺりしたものにならないよう意識して書き、重いドロドロした曲調にならないよう、黒人的な歯切れのいいアレンジや歌い方にしたという。また、この歌を初めて通して聴いたときには久しぶりに宇多田自身思わずウルッときてしまったという。初めは恋愛の曲にしようとしていたが、ドラマのタイアップが来るかもしれないから友情とも恋愛とも取れる歌詞にしてほしいとの要望があり、非常に難しかったと語っている。ちなみに、この曲と「Celebrate」「HEART STATION」は歌詞をファミリーレストランで、3,4時間程度で書き上げられている。
今回も、前作『ULTRA BLUE』に引き続き、ほとんどの楽曲の編曲やプログラミングまでを宇多田自身が手掛けている。「Flavor Of Life」のバラード・バージョンと「ぼくはくま」には、これまでにも宇多田の作品に関わってきた冨田謙やAlexis Smithが編曲で参加している。本作では、CDと配信用の音源では別々のマスタリングを施しており、CDには、デビューアルバム『First Love』から宇多田の作品に関わってきたテッド・ジェンセンを、配信にはトム・コインをマスタリングエンジニアとして起用している。これはそれぞれの視聴環境において、できるだけオリジナル音源に近い音質を提供したいという意向からである。

## 音楽性
『HEART STATION』は、前作『ULTRA BLUE』と同様にほぼ全曲が打ち込み主体の楽曲となっており、「Flavor Of Life -Ballad Version-」や「Celebrate」、「Prisoner Of Love」でのみアコースティック・ギターやストリングスなどの生楽器が用いられている。その中で、ヒップホップとハウスを練り込んだようなビートの粘りや、細部まで徹底しつつナチュラルさを残す音像への配慮なども指摘されている。以前に比べて、ハープやピアノのような優しい音を基調とした曲が増えており、Real Soundは、「（前作『ULTRA BLUE』にあったような）サビに向かってガツンとかましてやるぜ！　といった気張った感じはなく、しっとりとした洋楽ポップスのようなモードへ入っている。」と指摘している。また、「ぼくはくま」などの童謡が収録されていることにも言及し、「"ポップ"に軸足を置いたまま、新たなチャレンジをしている様子が聞いて取れる。」ともしている。サウンド面では、エレクトロ風の楽曲からバンドサウンドの楽曲まで多様ではあるが、全体的に「聴きやすい」ように統制されているとする指摘がある。音楽プロデューサーの河田総一郎はテレビ番組『関ジャム 完全燃SHOW』にて、本作について「ドラマやCMタイアップでお馴染みの楽曲も多数あるが、全体的に音数が少なく、静かで優しいトーンでまとめられている。」と語った。宇多田の作品に多く関わっているプロデューサーの三宅彰は、これまでの4枚のアルバムは誰に向けて書いたのか具体的に見える曲が多かったが、今作は顔の見えない不特定多数の人に向いているように感じると述べた。これを踏まえた上で宇多田は10代の頃は内面に向かいがちだったが、20代半ばになり社会と自分というものを結び付けられるようになったのではないかと語った。

## 楽曲
Fight The Blues
本アルバムの幕開けを飾る曲であり、「憂鬱と戦え」というストレートなメッセージを表現しているアップテンポのエレクトロ・ポップとなっている。タイトルには「前作の『ULTRA BLUE』を越える」という意図も込められており、プロデューサーに「前作の『ULTRA BLUE』をいきなり蹴散らしていく感じがいい」といわれ1曲目となった。
HEART STATION
20thシングルで、以心伝心を願う恋慕をラジオ局の電波にたとえた曲であり、本アルバムの表題曲でもある。優しく浮遊感のあるバック・コーラス＆サウンドも甘酸っぱく切ない情感を演出している。R&B的なトラックも特徴的で、後ろにもたれたドラムと重く唸るベースがティンバランドを彷彿とさせるとする指摘もある。宇多田によると、イントロは最初二つの別々のキーボードで作成し、その後もう一つ別の音色のキーボードを加え、全部で三つのキーボードを使用して作り、そのイントロを軸にメロディや歌詞を制作したという。また、「DISTANCE」にも似た、曲の自然さやあっさり感、またポップさが兼ね備わっているとも述べている。前述の河田によると、「Fight The Blues」とこの「HEART STATION」が同じキーで始まっていることにより、インタールード（間奏）のような効果を演出しているという。
Beautiful World
19thシングルで、主題歌となったアニメ映画『ヱヴァンゲリヲン新劇場版』の作品世界を意識して作られた楽曲となる。全体にクリアな響きをたたえたダンストラックとなっている。宇多田によると、メロディやアレンジなどで言いたいことは言い切ってしまったため、歌詞は邪魔にならない程度の控えめなものにしたという。また、「願い」を根本とし、風や、匂いのようなつかみどころのないふわっとした曲を意識して作ったと語った。
Flavor Of Life -Ballad Version-
18thシングルをバラードとしてアレンジした楽曲で、アップテンポの原曲よりもストリングスを強調し、いっそう哀愁が漂うドラマティックでメランコリックが響きが特徴的なアレンジになっている。
Stay Gold
20thシングルであり、宇多田曰く「これほど女性らしい曲は初めて」だという楽曲。キラキラとした水面を跳ねるような高純度の鍵盤の上で、いつまでも無邪気に笑って輝いていてと愛する人への願いが歌われている。宇多田は、ベースを初めて使用しておらず、使用した楽器は高低音のピアノと、ドラムマシンのみという、音数的にも要素の少ない楽曲だったが、やりたいことをやり満足したと語っている。また「チッチチッチ」という小さな音がミソだとも述べている。
Kiss & Cry
19thシングルで、大団円的なホーンと太いボトムをアクセントにしたヒップホップ的手法のミッド・ナンバー。「とにかくエネルギッシュで生命力のある曲」を意識して制作されており、Bメロの部分には、Utada名義で発表した楽曲「Hotel Lobby」のAメロの部分のメロディーが使われている。
Gentle Beast Interlude
インスト曲だが、もともとは次の曲「Celebrate」のイントロとして存在していた曲だったが、周囲の助言もありインスト曲として独立させたという。アルバムのインターミッション的なインタールードになったといい、次の「Celebrate」とシームレスに繋がっている。
Celebrate
先のインストから直接的に繋がるようにして始まる軽やかなダンス・ファンクとなっており、とにかくイケイケでおしゃれなアップテンポのダンス曲をイメージに、歌詞は日本のヒップホップ系アーティストなどを意識したという。
Prisoner Of Love
ドラマ主題歌としてタイアップが付き、後に21stシングルとしてシングルカットされた楽曲。打ち込みのビートが利いたR&Bナンバー。宇多田によると、コード進行や始めの部分は5thシングル「Wait&See 〜リスク〜」に限りなく近いといい、曲調としては前にも何回か作ったことがありその為この手の曲はしばらく敬遠していたが、久しぶりに作る気になったのがこの曲である。初めは恋愛の曲にしようとしていたが、ドラマのタイアップが来るかもしれないから友情とも恋愛とも取れる歌詞にしてほしいとの要望があり、非常に難しかったと語っている。
テイク5
宇多田が「一番へんちくりんな曲」だと語る楽曲。宮沢賢治の「銀河鉄道の夜」を意識して作られている。同曲は、「このぐらいしないと、『ぼくはくま』に繋がらない」と特に曲の流れを意識し、意図的にスパッと演奏が終わるという衝撃的なラストとなっている。
ぼくはくま
17thシングルとして発売され、フランス語によるブリッジや言葉遊びなど、そこかしこに“お楽しみ”が散りばめられている、宇多田初の童謡。同曲をアルバムに収録した理由について宇多田は、この曲をきっかけに心境が『ULTRA BLUE』から『HEART STATION』へと変化したから、と述べている。
虹色バス
この楽曲は派手なアレンジを一切使わずに終始基本的なビートで統一させており、宇多田は「レトロ感」を出したかったと語っている。
Flavor Of Life
18thシングルで、本作が本来のオリジナルアレンジの楽曲となる。本アルバムのラストを飾る曲でもあるが、ボーナストラックとしての扱いとなっている。

## リリースとプロモーション
『HEART STATION』は、2008年3月19日に、日本ではEMIミュージック・ジャパンによって、台湾ではGold Typhoonによってリリースされた。前作『ULTRA BLUE』から約1年9ヶ月ぶりのリリースとなる。全13曲が収録されており、CDには歌詞が載ったブックレットが付属した。同月29日に韓国で、4月8日には北アメリカでもリリースされた。これで今作は、宇多田にとって前作『ULTRA BLUE』に次いで北アメリカでリリースされた2作目のアルバムとなった。本作から2年後の2010年に人間活動と称して活動休止を宣言。さらに2年あまりが経った2013年、所属していたEMIミュージック・ジャパン（旧東芝EMI）がユニバーサルミュージックに吸収合併されたため、宇多田はEMIから移管されたVirgin Recordsへ移籍。EMIからのオリジナル・アルバムのリリースはこれが最後となった（本来のラストアルバムは2010年のベストアルバム『Utada Hikaru SINGLE COLLECTION VOL.2』である）。なお、予約購入者先着特典で「宇多田ヒカルB2サイズ オリジナル・ポスター」が付属する（店頭などに掲示されている告知用ポスターと同デザイン）。
リリースに際して、宇多田はプロモーションのために多数のテレビ番組に出演している。まず、「Stay Gold」を披露した2月18日の『HEY!HEY!HEY! MUSIC CHAMP』を皮切りに、22日には『ミュージック・ステーション』と『音楽戦士 MUSIC FIGHTER』に出演。いずれの番組でも表題曲「HEART STATION」を披露している。翌日23日も『COUNT DOWN TV』に出演し、同曲を披露した。5日後の28日には『うたばん』に登場。「宇多田ヒカルデビュー10周年SP」と銘打たれ、「TBS番組秘蔵映像」や「共演者からの豪華メッセージ」が紹介された。番組では、「Stay Gold」を披露している。その翌日は、『森田一義アワー 笑っていいとも!』の「テレフォンショッキング」に、俳優酒井敏也からの紹介で出演した。宇多田は番組への「おみやげ」に、ニューアルバムのポスターを持参している。そこから約1か月が経ち、アルバム発売後の3月23日に『Music Lovers』に登場。宇多田がレコーディングを行っているスタジオに女性ファンのみを招待して行った、プレミアムライブの模様がオンエアされた。番組では、アルバムから「Fight The Blues」、「Flavor Of Life∼balled version∼」、「Celebrate」の3曲を披露。後日、その日に時間の都合でオンエアできなかった「ぼくはくま」が、ノーカットで紹介された。同月31日には『HEY!HEY!HEY! MUSIC CHAMP』の特番「HEY!HEY!HEY!生のお台場春一番スペシャル!!」に出演 し、ドラマ主題歌となっているアルバム曲「Prisoner Of Love」を歌唱した。また、4月4日にも再び『ミュージック・ステーション』に出演し、同曲を披露している。
そのほかにも、ROCKIN'ON JAPAN2008年5月号の表紙巻頭に7年ぶりに登場。ニューアルバムについてのインタビューが掲載された。2008年3月9日には、スペースシャワーTVのマンスリーアーティストのスペシャルプログラム「V.I.P.」に出演。リリース前のニューアルバムについてのインタビューを中心に60分間にわたって音楽評論家の鹿野淳とトークした。

## 評価

### 批評
アルバム『HEART STATION』は、複数のメディアや批評家から概ね高い評価を得ている。
- ライターの兵庫慎司はROCKIN'ON JAPANにて、「『どう生きるか』の本質だけをここまでシビアに、嘘がなく、淡々と、かつポップに描ける音楽家は宇多田ヒカルしかいない」と称賛。また、それらの言葉が、「国民的なポップシンガー」により、日本全国津々浦々まで広まっていく「J-POP」として世に放たれている事実はとても重要だと付け加えた[18]。
- ローリング・ストーン・ジャパンは、「クールなトラックと芸術的なコーラス・ワークのクオリティは極められ、言葉はどんどん自由に人々の心の隙間に入り込む独創性を帯びた」と指摘。「喪失感と終わらない孤独のなかで得た強さと新たなるピュアネスが闘志を貫くポップ・ミュージック」であると評価した[47]。
- 日本版Vibe（英語版）の猪俣ロミは、「全体的に良質で聴きやすく、幅広く受け入れられる1枚に仕上がっている」とコメントした[36]。
- 音楽ライターの平賀哲雄は、1曲目の「Fight The Blues」を挙げ、「同曲の中で何度も"戦え"とメッセージしている。別に激しいサウンドアプローチを施してる曲でも、シャウトが飛び交うわけでもないんだけれども、あたりまえに"戦え"と、さりげなく"やるしかない"と囁く。それがなぜか聴き手を高揚させる。今作はこの曲に限らず、終始そんなアルバムだ。」と指摘。また、「一定の穏やかな温度とシンプルな色彩の中で、すべての言葉や想いが大袈裟過ぎずに、疲れない熱量でもって耳元へお届けされる。なのに強烈なインパクトと「この気持ちを忘れずにいたい」と思わせる何かを確実に残していく。」と語った[48]。

なお、同作の収録内容について疑問も寄せられている。
- ジャパンタイムズのダニエル・ロブソンは、既にリリースされた楽曲がアルバムに7曲も入っていることについて、「既発シングルで満たされたアルバムは宇多田だけではないが、この日本の音楽業界の慣習に疑問を感じる」とコメント。「ぼくはくま」や2曲の別バージョンの「Flavor Of Life」が、アルバムの憂鬱な空気間を完全に壊してしまっているとも指摘した[49]。

### 受賞とノミネート
| 年                                      | 音楽賞                                 | 結果                               | 出典                      |
| アルバム『HEART STATION』               | アルバム『HEART STATION』              | アルバム『HEART STATION』          | アルバム『HEART STATION』 |
| --------------------------------------- | -------------------------------------- | ---------------------------------- | ------------------------- |
| 2009年                                  | 第1回CDショップ大賞                    | 入賞                               | [ 50 ]                    |
| 2009年                                  | 第23回日本ゴールドディスク大賞         | ベスト10アルバム                   | [ 51 ]                    |
| 楽曲「Flavor Of Life」                  |                                        |                                    |                           |
| 2008年                                  | 2007年度JASRAC賞                       | 金賞                               | [ 52 ]                    |
| 2008年                                  | 第22回日本ゴールドディスク大賞         | シングル・オブ・ザ・イヤー         | [ 53 ]                    |
| 2008年                                  | 第22回日本ゴールドディスク大賞         | ザ・ベスト10シングル               | [ 53 ]                    |
| 2008年                                  | 第22回日本ゴールドディスク大賞         | ザ・ベスト5「着うたフル(R)」ソング | [ 54 ]                    |
| 2008年                                  | 第22回日本ゴールドディスク大賞         | PC配信ソング・オブ・ザ・イヤー     | [ 54 ]                    |
| 2008年                                  | 第22回日本ゴールドディスク大賞         | ザ・ベスト5PC配信ソング            | [ 54 ]                    |
| 楽曲「Flavor Of Life -Ballad Version-」 |                                        |                                    |                           |
| 2008年                                  | 第22回日本ゴールドディスク大賞         | ザ・ベスト5「着うた(R)」ソング     | [ 54 ]                    |
| 2008年                                  | 第22回日本ゴールドディスク大賞         | ザ・ベスト5「着うたフル(R)」ソング | [ 54 ]                    |
| 楽曲「Beautiful World」                 |                                        |                                    |                           |
| 2008年                                  | 第22回日本ゴールドディスク大賞         | ザ・ベスト5PC配信ソング            | [ 54 ]                    |
| 2008年                                  | MTV VIDEO MUSIC AWARDS JAPAN 2008      | 最優秀映画ビデオ賞                 | [ 55 ] [ 56 ]             |
| 楽曲「Kiss & Cry」                      |                                        |                                    |                           |
| 2008年                                  | SPACE SHOWER Music Video Awards 07     | BEST FEMALE VIDEO                  | [ 57 ]                    |
| 楽曲「Prisoner Of Love」                |                                        |                                    |                           |
| 2008年                                  | 第57回ザテレビジョンドラマアカデミー賞 | ドラマソング賞                     | [ 58 ]                    |
| 2009年                                  | 第23回日本ゴールドディスク賞           | ザ・ベスト5「着うた(R)」ソング     | [ 59 ]                    |
| 2009年                                  | 第23回日本ゴールドディスク賞           | ザ・ベスト5「着うたフル(R)」ソング | [ 59 ]                    |
| 2009年                                  | 第23回日本ゴールドディスク賞           | ザ・ベスト5PC配信ソング            | [ 59 ]                    |
| 2009年                                  | MTV VIDEO MUSIC AWARDS JAPAN 2009      | 最優秀女性アーティストビデオ賞     | [ 60 ]                    |

## チャート成績
『HEART STATION』は、発売1週目で48.0万枚を売上げ、オリコンの3/31付週間アルバムランキングで初登場1位を獲得。1月30日に発売された倖田來未の『Kingdom』の42.1万枚を上回り、2008年発売の作品として最高の初動売上を記録した。宇多田のアルバムで最も低い初動セールスとはなったものの、これで宇多田のアルバム1位は6作連続、オリジナル作品では1stアルバムから5作連続となり、歴代3位タイ記録となった。同年に創設されたばかりのBillboard JAPANの「TOP ALBUMS SALES」でも首位スタートとなった。2週目には売り上げは13.6万枚にまで落ちたが、その後安定したセールスを維持し、10週連続でオリコンアルバムチャートTOP10入りを記録。発売から2か月もたたないうちにミリオンヒットを達成した。これで宇多田はデビュー以来のすべてのアルバムでミリオンセールスを記録したことになる。また、アルバム収録楽曲のデジタル配信累計が1500万ダウンロードを突破したことも報じられた。(7月には2000万ダウンロードに到達）
『HEART STATION』は、オリコンの年間アルバムランキングで女性アーティストのオリジナルアルバムとしてはトップとなる5位に登場。タワーレコードの「2008TOP40セラーズ」のアルバム部門では2位(オリジナルアルバムとしては1位)を記録した。また、iTunes Japanが発表した「年間トップアルバムチャート」で年間首位を獲得した。
同作は、アメリカのiTunesのアルバムチャートで、当時日本人アーティスト最高位となる58位に登場した。また2008年12月には、日本レコード協会によりミリオン認定をうけた。

## 収録曲
全作詞・作曲・編曲：宇多田ヒカル(特記以外)
1. Fight The Blues (4:10)
アルバム発売の約2週間前となる3月3日に、モバえみにて着うたと着ムービーが先行配信された[69]。
EMIミュージック・ジャパン「モバえみ」CMソング
TBS系『報道特集NEXT』テーマソング
2. HEART STATION (4:36)
20thシングル
レーベルモバイル「レコード会社直営♪」CMソング
3. Beautiful World (5:17)
19thシングル
クロックワークス/カラー映画『ヱヴァンゲリヲン新劇場版:序』テーマソング
4. Flavor Of Life -Ballad Version- (5:25)
編曲：宇多田ヒカル & 富田謙 & Alexis Smith
String Arrangement：宇多田ヒカル & 富田謙 & 山本拓夫
18thシングルのアレンジ
TBS系ドラマ『花より男子2（リターンズ）』イメージソング
5. Stay Gold (5:15)
20thシングル
花王「アジエンス」CMソング
6. Kiss & Cry (5:06)
19thシングル
日清食品カップヌードル「FREEDOM-PROJECT」CMソング
7. Gentle Beast Interlude (1:13)
インスト
8. Celebrate (4:26)
9. Prisoner Of Love (4:46)
編曲：宇多田ヒカル
String Arrangement：宇多田ヒカル & 富田譲
後に21stシングルとしてシングルカット
フジテレビ系ドラマ『ラスト・フレンズ』主題歌
10. テイク 5 (3:42)
11. ぼくはくま (2:23)
編曲：富田謙 & 宇多田ヒカル
17thシングル
NHK『みんなのうた』2006年10月〜11月のうた
12. 虹色バス (5:50)
13. Flavor Of Life (4:46)
18thシングル
Bonus Track、こちらが本来のオリジナル

## 演奏
Fight The Blues
- 宇多田ヒカル：Vocal, Keyboards, Programming
- 冨田謙：Additional Programming

HEART STATION 
- 宇多田ヒカル：Vocal, Keyboards, Programming
- 冨田謙：Additional Programming

Beautiful World
- 宇多田ヒカル：Vocal, Keyboards, Programming
- 冨田謙、Alexis Smith：Additional Programming

Flavor Of Life -Ballad Version-
- 宇多田ヒカル：Vocal, Strings Arrangement
- Alexis Smith：Keyboards, Programming, Electric Bass
- 今剛：Acoustic Guitar
- 岡本洋：Acoustic Piano
- 金原千恵子ストリングス：Strings
- 冨田謙、山本拓夫：Strings Arrangement

Stay Gold
- 宇多田ヒカル：Vocal, Keyboards, Programming, Acoustic Piano
- 冨田謙：Additional Programming, Acoustic Piano

Kiss & Cry
- 宇多田ヒカル：Vocal, Keyboards, Programming
- 冨田謙：Additional Programming

Gentle Beast Interlude
- 宇多田ヒカル：Vocal, Keyboards, Programming
- 冨田謙：Additional Programming

Celebrate 
- 宇多田ヒカル：Vocal, Keyboards, Programming
- 冨田謙：Additional Programming
- 知念輝行：Acoustic Guitar

Prisoner Of Love 
- 宇多田ヒカル：Vocal, Keyboards, Programming, Strings Arrangement
- 冨田謙：Additional Programming, Strings Arrangement
- 常見和秀：Additional Programming
- 牧山純子ストリングス：Strings

テイク 5
- 宇多田ヒカル：Vocal, Keyboards, Programming
- 冨田謙、Alexis Smith：Additional Programming

ぼくはくま
- 宇多田ヒカル：Vocal, Additional Programming
- 冨田謙：Keyboards, Programming

虹色バス
- 宇多田ヒカル：Vocal, Keyboards, Programming
- 冨田謙、Alexis Smith：Additional Programming

Flavor Of Life 
- 宇多田ヒカル：Vocal, Keyboards, Programming
- 冨田謙：Additional Programming
- Alexis Smith：Additional Programming, Acoustic Guitar

## チャート
| 国/地域 | チャート (2008年–2009年)          | 最高 順位 |
| ------- | --------------------------------- | --------- |
| 日本    | デイリーアルバム (オリコン)       | 1         |
| 日本    | 週間アルバム (オリコン)           | 1         |
| 日本    | Top Album Sales (Billboard JAPAN) | 1         |
| 日本    | 月間アルバム (オリコン)           | 2         |
| 韓国    | 国際週間 (ガオン)                 | 89        |
| 台湾    | Combo Chart (G-Music)             | 2         |
| 台湾    | East Asian Chart (G-Music)        | 1         |

| チャート (2008年)                         | 順位 |
| ----------------------------------------- | ---- |
| 年間アルバムランキング (オリコン)         | 5    |
| 2008TOP40セラーズ (タワーレコード)        | 2    |
| トップアルバムチャート2008 (iTunes Japan) | 1    |

| 国/地域     | 認定     | 売上      |
| ----------- | -------- | --------- |
| 日本 (RIAJ) | ミリオン | 1,011,373 |

### シングル
| 年               | チャート                                     | 最高 順位  |
| ぼくはくま       | ぼくはくま                                   | ぼくはくま |
| ---------------- | -------------------------------------------- | ---------- |
| 2006年           | オリコン週間シングル                         | 4          |
| Flavor Of Life   |                                              |            |
| 2007年           | オリコン週間シングル                         | 1          |
| 2010年           | Adult Contemporary Airplay (Billboard Japan) | 92         |
| 2017年           | Streaming Songs (Billboard Japan)            | 5          |
| Beautiful World  |                                              |            |
| 2007年           | オリコン週間シングル                         | 2          |
| 2009年           | Hot 100 (Billboard Japan)                    | 8          |
| 2009年           | Adult Contemporary Airplay (Billboard Japan) | 2          |
| 2017年           | Streaming Songs (Billboard Japan)            | 41         |
| 2020年           | Download Songs (Billboard Japan)             | 88         |
| HEART STATION    |                                              |            |
| 2008年           | オリコン週間シングル                         | 3          |
| 2008年           | Hot 100 (Billboard Japan)                    | 2          |
| Stay Gold        |                                              |            |
| 2008年           | Hot 100 (Billboard Japan)                    | 1          |
| Fight The Blues  |                                              |            |
| 2008年           | Hot 100 (Billboard Japan)                    | 1          |
| Prisoner Of Love |                                              |            |
| 2008年           | オリコン週間ランキング                       | 2          |
| 2008年           | Top Single Sales (Billboard Japan)           | 2          |
| 2008年           | Hot 100 (Billboard Japan)                    | 2          |
| 2008年           | East Asian Chart (G-Music)                   | 9          |
| 2017年           | Streaming Songs (Billboard Japan)            | 14         |

| 年     | 楽曲             | 年間ランキング | 年間ランキング | 年間ランキング |
| 年     | 楽曲             | オリコン       | Hot 100        | iTunes         |
| ------ | ---------------- | -------------- | -------------- | -------------- |
| 2007年 | ぼくはくま       | 114            | N/A            | -              |
| 2007年 | Flavor Of Life   | 2              | N/A            | 1              |
| 2007年 | Beautiful World  | 20             | N/A            | -              |
| 2007年 | Kiss & Cry       | 20             | N/A            | -              |
| 2008年 | Flavor Of Life   | -              | -              | 48             |
| 2008年 | HEART STATION    | 102            | 13             | 20             |
| 2008年 | Stay Gold        | 102            | -              | 32             |
| 2008年 | Prisoner Of Love | 95             | 48             | 3              |
| 2009年 | Beautiful World  | -              | -              | 33             |

| 年     | 曲名             | 累計売上 | 累計売上  |
| 年     | 曲名             | CD       | DL        |
| ------ | ---------------- | -------- | --------- |
| 2006年 | ぼくはくま       | 147,000  | 100,000   |
| 2007年 | Flavor Of Life   | 650,000  | 2,100,000 |
| 2007年 | Beautiful World  | 235,000  | 1,000,000 |
| 2007年 | Kiss & Cry       | 235,000  | 200,000   |
| 2008年 | HEART STATION    | 77,000   | 350,000   |
| 2008年 | Stay Gold        | 77,000   | 100,000   |
| 2008年 | Prisoner Of Love | 82,000   | 1,100,000 |

## リリース日一覧
| 国/地域          | 日付          | 形式             | レーベル                  |
| ---------------- | ------------- | ---------------- | ------------------------- |
| 日本             | 2008年3月19日 | CD               | EMIミュージック・ジャパン |
| 台湾             | 2008年3月19日 | CD               | Gold Typhoon              |
| 日本             | 2008年3月19日 | ダウンロード配信 | EMIミュージック・ジャパン |
| オーストラリア   | 2008年3月26日 | ダウンロード配信 | EMIミュージック・ジャパン |
| ニュージーランド | 2008年3月26日 | ダウンロード配信 | EMIミュージック・ジャパン |
| イギリス         | 2008年3月26日 | ダウンロード配信 | EMIミュージック・ジャパン |
| ドイツ           | 2008年3月26日 | ダウンロード配信 | EMIミュージック・ジャパン |
| アイルランド     | 2008年3月26日 | ダウンロード配信 | EMIミュージック・ジャパン |
| フランス         | 2008年3月26日 | ダウンロード配信 | EMIミュージック・ジャパン |
| スペイン         | 2008年3月26日 | ダウンロード配信 | EMIミュージック・ジャパン |
| 台湾             | 2008年3月26日 | ダウンロード配信 | EMIミュージック・ジャパン |
| アメリカ         | 2008年3月26日 | ダウンロード配信 | EMIミュージック・ジャパン |
| カナダ           | 2008年3月26日 | ダウンロード配信 | EMIミュージック・ジャパン |
| 韓国             | 2008年3月29日 | CD               | EMIミュージック・ジャパン |
| アメリカ         | 2008年4月8日  | CD               | EMI Music US              |
| カナダ           | 2008年4月8日  | CD               | EMI Music Canada          |